# Międzynarodowy Puchar Piłkarski (1961/1962)
Międzynarodowy Puchar Piłkarski 1961/1962 zwany także Pucharem Karla Rappana był 1. edycją piłkarskiego turnieju. Turniej zorganizowano z udziałem 32 drużyn. Zespoły zostały podzielone na osiem grup po cztery zespoły każda. Przy podziale drużyn uwzględniono położenie geograficzne. W grupach „A” zagrały kluby z Niemiec Wschodnich, Austrii, Polski i Czechosłowacji, zaś w grupach „B” kluby z Holandii, Szwecji i Szwajcarii. W obu grupach znalazły się drużyny zachodnioniemieckie. Ośmiu zwycięzców grup awansowało do rundy pucharowej, przy czym czterech zwycięzców grup „A” zostało wylosowanych przeciwko czterem zwycięzcom grup „B”. Zwycięzcą turnieju został Ajax Amsterdam.

## Grupa A1
| Lp. | Drużyna           | M | Z | R | P | B+ | B- | +/– | Pkt |              |     | SLB | VOR | OOP | WIN |
| --- | ----------------- | - | - | - | - | -- | -- | --- | --- | ------------ | --- | --- | --- | --- | --- |
| 1   | Slovan Bratysława | 6 | 4 | 2 | 0 | 16 | 4  | +12 | 10  | awans do 1/4 |     | —   | 2–1 | 8–1 | 3–0 |
| 2   | Vorwärts Berlin   | 6 | 2 | 1 | 3 | 13 | 10 | +3  | 5   |              |     | 0–1 | —   | 2–1 | 6–1 |
| 3   | Odra Opole        | 6 | 2 | 1 | 3 | 8  | 16 | −8  | 5   |              | 1–1 | 2–1 | —   | 2–0 |     |
| 4   | Wiener AC         | 6 | 1 | 2 | 3 | 9  | 16 | −7  | 4   |              | 1–1 | 3–3 | 4–1 | —   |     |

## Grupa A2
| Lp. | Drużyna       | M | Z | R | P | B+ | B- | +/– | Pkt |              |     | BAN | MOT | OSN | GRA |
| --- | ------------- | - | - | - | - | -- | -- | --- | --- | ------------ | --- | --- | --- | --- | --- |
| 1   | Baník Ostrawa | 6 | 5 | 1 | 0 | 24 | 7  | +17 | 11  | awans do 1/4 |     | —   | 6–1 | 3–1 | 4–0 |
| 2   | Motor Jena    | 6 | 3 | 2 | 1 | 14 | 12 | +2  | 8   |              |     | 2–2 | —   | 5–0 | 3–2 |
| 3   | VfL Osnabrück | 6 | 2 | 0 | 4 | 9  | 14 | −5  | 4   |              | 0–3 | 0–1 | —   | 6–2 |     |
| 4   | Grazer AK     | 6 | 0 | 1 | 5 | 9  | 23 | −14 | 1   |              | 3–6 | 2–2 | 0–2 | —   |     |

## Grupa A3
| Lp. | Drużyna                | M | Z | R | P | B+ | B- | +/– | Pkt |              |     | SHC | GZA | BFC | WSC |
| --- | ---------------------- | - | - | - | - | -- | -- | --- | --- | ------------ | --- | --- | --- | --- | --- |
| 1   | Spartak Hradec Králové | 6 | 3 | 2 | 1 | 15 | 12 | +3  | 8   | awans do 1/4 |     | —   | 2–3 | 1–0 | 4–2 |
| 2   | Górnik Zabrze          | 6 | 3 | 1 | 2 | 17 | 14 | +3  | 7   |              |     | 2–2 | —   | 5–1 | 2–5 |
| 3   | Dynamo Berlin          | 6 | 3 | 1 | 2 | 13 | 14 | −1  | 7   |              | 1–1 | 4–3 | —   | 2–1 |     |
| 4   | Wiener SC              | 6 | 1 | 0 | 5 | 15 | 20 | −5  | 2   |              | 4–5 | 0–2 | 3–5 | —   |     |

## Grupa A4
| Lp. | Drużyna           | M | Z | R | P | B+ | B- | +/– | Pkt |              |     | FIR | TAT | LOK | OFF |
| --- | ----------------- | - | - | - | - | -- | -- | --- | --- | ------------ | --- | --- | --- | --- | --- |
| 1   | First Vienna      | 6 | 4 | 1 | 1 | 17 | 9  | +8  | 9   | awans do 1/4 |     | —   | 3–3 | 3–0 | 5–2 |
| 2   | Tatran Preszów    | 6 | 2 | 2 | 2 | 15 | 14 | +1  | 6   |              |     | 2–1 | —   | 3–1 | 3–3 |
| 3   | Lokomotive Lipsk  | 6 | 3 | 0 | 3 | 7  | 11 | −4  | 6   |              | 0–2 | 2–1 | —   | 2–1 |     |
| 4   | Kickers Offenbach | 6 | 1 | 1 | 4 | 13 | 18 | −5  | 3   |              | 2–3 | 4–3 | 1–2 | —   |     |

## Grupa B1
| Lp. | Drużyna              | M | Z | R | P | B+ | B- | +/– | Pkt |              |     | FEY | S04 | IFK | LCH |
| --- | -------------------- | - | - | - | - | -- | -- | --- | --- | ------------ | --- | --- | --- | --- | --- |
| 1   | SC Feijenoord        | 6 | 5 | 0 | 1 | 24 | 12 | +12 | 10  | awans do 1/4 |     | —   | 1–3 | 4–1 | 3–2 |
| 2   | FC Schalke 04        | 6 | 4 | 0 | 2 | 22 | 12 | +10 | 8   |              |     | 1–5 | —   | 4–1 | 8–0 |
| 3   | IFK Göteborg         | 6 | 1 | 1 | 4 | 12 | 22 | −10 | 3   |              | 3–6 | 2–4 | —   | 3–2 |     |
| 4   | FC La Chaux-de-Fonds | 6 | 1 | 1 | 4 | 11 | 23 | −12 | 3   |              | 2–5 | 3–2 | 2–2 | —   |     |

## Grupa B2
| Lp. | Drużyna        | M | Z | R | P | B+ | B- | +/– | Pkt |              |     | AJX | MLÖ | PIR | ZUR |
| --- | -------------- | - | - | - | - | -- | -- | --- | --- | ------------ | --- | --- | --- | --- | --- |
| 1   | Ajax Amsterdam | 6 | 4 | 1 | 1 | 26 | 8  | +18 | 9   | awans do 1/4 |     | —   | 1–0 | 9–1 | 9–1 |
| 2   | Malmö FF       | 6 | 3 | 2 | 1 | 15 | 10 | +5  | 8   |              |     | 1–1 | —   | 4–2 | 4–1 |
| 3   | FK Pirmasens   | 6 | 3 | 1 | 2 | 17 | 19 | −2  | 7   |              | 4–2 | 3–3 | —   | 5–0 |     |
| 4   | FC Zürich      | 6 | 0 | 0 | 6 | 6  | 27 | −21 | 0   |              | 1–4 | 2–3 | 1–2 | —   |     |

## Grupa B3
| Lp. | Drużyna              | M | Z | R | P | B+ | B- | +/– | Pkt |              |     | ÖRG | VVV | BNE | GRE |
| --- | -------------------- | - | - | - | - | -- | -- | --- | --- | ------------ | --- | --- | --- | --- | --- |
| 1   | Örgryte Göteborg     | 6 | 4 | 2 | 0 | 15 | 7  | +8  | 10  | awans do 1/4 |     | —   | 2–1 | 3–1 | 2–2 |
| 2   | VVV Venlo            | 6 | 3 | 1 | 2 | 13 | 12 | +1  | 7   |              |     | 2–2 | —   | 3–2 | 1–0 |
| 3   | Borussia Neunkirchen | 6 | 2 | 0 | 4 | 12 | 15 | −3  | 4   |              | 1–3 | 5–3 | —   | 2–0 |     |
| 4   | Grenchen             | 6 | 1 | 1 | 4 | 6  | 12 | −6  | 3   |              | 0–3 | 1–3 | 3–1 | —   |     |

## Grupa B4
| Lp. | Drużyna              | M | Z | R | P | B+ | B- | +/– | Pkt |              |     | SPR | ELF | TAS | BAS |
| --- | -------------------- | - | - | - | - | -- | -- | --- | --- | ------------ | --- | --- | --- | --- | --- |
| 1   | Sparta Rotterdam     | 6 | 5 | 0 | 1 | 23 | 12 | +11 | 10  | awans do 1/4 |     | —   | 4–3 | 4–1 | 5–2 |
| 2   | Elfsborg             | 6 | 4 | 0 | 2 | 21 | 17 | +4  | 8   |              |     | 2–5 | —   | 5–2 | 2–1 |
| 3   | Tasmania 1900 Berlin | 6 | 1 | 1 | 4 | 11 | 16 | −5  | 3   |              | 4–1 | 2–3 | —   | 1–2 |     |
| 4   | Basel                | 6 | 1 | 1 | 4 | 9  | 19 | −10 | 3   |              | 0–4 | 3–6 | 1–1 | —   |     |

## Ćwierćfinał
| Drużyna 1                 | Wynik       | Drużyna 2              |
| ------------------------- | ----------- | ---------------------- |
| Slovan Bratysława         | 6:1         | Sparta Rotterdam       |
| Ajax Amsterdam            | 4:3 (dogr.) | First Vienna           |
| Örgryte Göteborg          | 2:3         | Baník Ostrawa          |
| SC Feijenoord             | 3:1         | Spartak Hradec Králové |
| Po lewej gospodarz meczu. |             |                        |

## Półfinał
| Drużyna 1                 | Wynik | Drużyna 2         |
| ------------------------- | ----- | ----------------- |
| Ajax Amsterdam            | 5:1   | Slovan Bratysława |
| SC Feijenoord             | 1:0   | Baník Ostrawa     |
| Po lewej gospodarz meczu. |       |                   |

## Finał
| Drużyna 1                 | Wynik | Drużyna 2     |
| ------------------------- | ----- | ------------- |
| Ajax Amsterdam            | 4:2   | SC Feijenoord |
| Po lewej gospodarz meczu. |       |               |